# 싱가포르 총리
싱가포르 공화국 총리(영어: Prime Minister of the Republic of Singapore)는 싱가포르의 행정 수반이다. 그리고 실질적 권력 기관인 내각의 대표이기도 하다. 또한 모든 권한과 정치적 실권을 가지고 있기에 정치적 영향력이 가장 큰 자리이기도 하다.

## 역대 총리 목록
| 대 | 사진 | 이름 (출생일~사망일)      | 취임일           | 퇴임일           | 정당       | 비고                    |
| -- | ---- | ------------------------- | ---------------- | ---------------- | ---------- | ----------------------- |
| 1  |      | 리콴유 李光耀 (1923-2015) | 1959년 6월 5일   | 1990년 11월 28일 | 인민행동당 | 2015년 3월 23일 작고    |
| 2  |      | 고촉통 吳作棟 (1941- )    | 1990년 11월 28일 | 2004년 8월 12일  | 인민행동당 | 선임장관 출신           |
| 3  |      | 리셴룽 李顯龍 (1952- )    | 2004년 8월 12일  | 2024년 5월 15일  | 인민행동당 | 리콴유 초대 총리의 장남 |
| 4  |      | 로런스 웡 黃循財 (1972- ) | 2024년 5월 15일  | 현재             | 인민행동당 | 재무장관 출신           |